# Óxido de manganês(II)
Óxido de manganês(II) é o composto de fórmula química MnO.